# Gouvernement Malan
Monarchie parlementaire dans le cadre du Commonwealth britannique
Gouvernement Smuts (1939-1948) Gouvernement Malan II
Le gouvernement Malan désigne les membres des gouvernements sud-africains dirigés par le Premier ministre Daniel François Malan entre le 6 juin 1948 et le 30 novembre 1954. 

## Gouvernement Malan I (1948-1953)
Le résultat des élections générales du 26 mai 1948 provoqua un séisme politique et la seconde alternance gouvernementale depuis la formation de l'Union sud-africaine en 1910. Le Parti uni du Premier ministre sortant Jan Smuts s'attendait à remporter confortablement les élections. Il n'était pas fait mystère que le libéral progressiste Jan Hendrik Hofmeyr succèderait d'ailleurs en cours de mandat à Smuts. Le parti national réunifié (NP), dans l'opposition depuis 1935 et dirigé par Daniel François Malan, avait vécu de nombreuses divisions durant les années passées mais avait réussi à constituer une alliance politique avec le petit Parti afrikaner dirigé par Nicolaas Havenga.
Au soir des élections, le Parti Uni obtenait comme attendue la majorité des voix (49 % des suffrages), faisant le plein des suffrages dans les circonscriptions urbaines des provinces méridionales et dans celles à majorité coloureds de la province du Cap. Cependant, en obtenant seulement 65 sièges, le parti Uni subissait une contre-performance que ne pouvait masquer le mauvais résultat de ses partenaires potentiels du parti travailliste (6 sièges). En raison de la sur-représentation des circonscriptions rurales favorables à l'opposition, le parti Uni et son allié se retrouvaient minoritaires en nombre de sièges face au parti national (42 % des suffrages et 71 députés) et à son partenaire du parti afrikaner (9 élus) représentant 53 % des sièges du parlement. Le nouveau gouvernement fut formé au mois de juin par Daniel Malan.

### Membres du cabinet
| Ministère                   | Nom                                                                | Période | Période                       | Période |
| --------------------------- | ------------------------------------------------------------------ | ------- | ----------------------------- | ------- |
| Affaires étrangères         | Daniel François Malan                                              |         | 1948-1954                     |         |
| Affaires indigènes          | E.G. Jansen Hendrik Verwoerd                                       |         | 1948-1950 1950-1953           |         |
| Finances                    | Nicolaas Havenga                                                   |         | 1948-1953                     |         |
| Justice                     | Charles Swart                                                      |         | 1948-1953                     |         |
| Défense                     | François Christiaan Erasmus                                        |         | 1948-1953                     |         |
| Intérieur                   | Theophilus Dönges                                                  |         | 1948-1953                     |         |
| Transports                  | P.O. Sauer                                                         |         | 1948-1953                     |         |
| Terres et irrigation        | Johannes Strijdom                                                  |         | 1948-1953                     |         |
| Agriculture                 | Stephanus Petrus le Roux                                           |         | 1948-1953                     |         |
| Forêts                      | S.P. le Roux JG Strijdom Ben Schoeman                              |         | 1948-1949 1949-1950 1950-1953 |         |
| Éducation, arts et sciences | A.J. Stals Charles Swart Johannes Hendrikus Viljoen                |         | 1948-1949 1949-1950 1950-1953 |         |
| Mines                       | Eric Louw Theophilus Donges Johannes Hendrikus Viljoen             |         | 1948-1949 1949-1950 1950-1953 |         |
| Affaires économiques        | Eric Louw                                                          |         | 1948-1953                     |         |
| Emploi et travaux publics   | Ben Schoeman                                                       |         | 1948-1953                     |         |
| Santé et affaires sociales  | A.J. Stals Karl Bremer                                             |         | 1948-1951 1951-1953           |         |
| Postes et télégraphes       | Theophilus Dönges François Christiaan Erasmus Jozua François Naudé |         | 1948-1949 1949-1950 1950-1953 |         |

## Gouvernement Malan II (1953-1954)
Régime parlementaire
Gouvernement Malan I Gouvernement Strijdom
Les élections de 1953 furent un dupliqué de celles de 1948. Bien que toujours minoritaire en voix, le Parti national (formé du Parti Afrikaner et du Parti National Purifié) bénéficia notamment des nouveaux sièges attribués aux électeurs du Sud-Ouest africain, obtenant ainsi 94 sièges de députés contre 57 au Parti Uni et 6 aux travaillistes.
Le nouveau cabinet ministériel formé en 1953 par Malan restera en fonction jusqu'aux élections générales sud-africaines de 1958 et sera dirigé, après la démission de Malan le 30 novembre 1953, par J.G. Strijdom.

## Membres du cabinet sous la direction de Malan
| Ministère                                     | Nom                                          | Période | Période        | Période |
| --------------------------------------------- | -------------------------------------------- | ------- | -------------- | ------- |
| Affaires étrangères                           | Daniel François Malan                        |         | 1953-1954      |         |
| Affaires indigènes                            | Hendrik Verwoerd                             |         | 1953-1954      |         |
| Finances                                      | Nicolaas Havenga                             |         | 1953-1954      |         |
| Justice                                       | Charles Swart                                |         | 1953-1954      |         |
| Défense                                       | François Christiaan Erasmus                  |         | 1953-1954      |         |
| Intérieur                                     | Theophilus Dönges                            |         | 1953-1954      |         |
| Transports                                    | P.O. Sauer                                   |         | 1953-1954      |         |
| Terres et irrigation                          | Johannes Strijdom                            |         | 1953-1954      |         |
| Agriculture                                   | Stephanus Petrus le Roux                     |         | 1953-1954      |         |
| Forêts, Emploi et travaux publics             | Ben Schoeman                                 |         | 1953-1954      |         |
| Éducation, arts et sciences Affaires sociales | Johannes Hendrikus Viljoen                   |         | 1953-1954      |         |
| Affaires économiques                          | Eric Louw                                    |         | 1953-1954      |         |
| Santé Santé et Mines                          | Karl Bremer Albertus Johannes Roux van Rhijn |         | 1953 1953-1954 |         |
| Postes et télégraphes                         | Jozua François Naudé                         |         | 1953-1954      |         |